# Vlagyiszlav Petrovics Krapivin
Vlagyiszlav Petrovics Krapivin, oroszul: Владислав Петрович Крапивин (Tyumeny, 1938. október 14. – Jekatyerinburg, 2020. szeptember 1.) orosz ifjúsági és tudományos-fantasztikus író.

## Élete
Az Urali Állami Egyetemen szerzett újságírói diplomát, ezután előbb a Vecsernyij Szverdlovszk, majd éveken át az Uralszkij Szledopit című lapok munkatársa volt. 1965-től teljesen az irodalomnak szentelte magát. Első kötete, a Рейс "Ориона" Szverdlovszkban jelent meg 1962-ben. Termékeny író volt, több, mint kétszáz megjelent mű köthető hozzá, ezek közül számost más nyelvekre is lefordítottak.  
1961-ben alapította meg a Каравелла nevű csoportot, amely fő tevékenysége a gyerekek számára az újságírás, a vívás, a vitorlázás és minden egyéb tengerészeti tevékenység népszerűsítése. A csoport mind a mai napig létezik, vezetői a csoport egykori, ma már felnőtt tagjai közül kerülnek ki.  
2020. augusztus 10-én került kórházba tüdőgyulladással, állapota hamarosan romlani kezdett, s szeptember 1-én elhunyt. 
Számos irodalmi elismerés, köztük az Aelita-díj birtokosa volt.

## Magyarul megjelent művei
- A párbajtőrös fiú (ifjúsági regény, Delfin könyvek, 1978, ISBN 963111497X)
- A bátyám elé megyek (novella, Galaktika 39., 1980)
- Öreg ház (novella, Galaktika 369., 2020)
- Kürt hív a messzeségbe… (novella, Galaktika 373., 2021)

## Fordítás
- Ez a szócikk részben vagy egészben  a   Vladislav Krapivin című angol Wikipédia-szócikk ezen változatának fordításán alapul.  Az eredeti cikk szerkesztőit annak laptörténete sorolja fel. Ez a jelzés csupán a megfogalmazás eredetét és a szerzői jogokat jelzi, nem szolgál a cikkben szereplő információk forrásmegjelöléseként.